# Lista dos álbuns mais vendidos do mundo

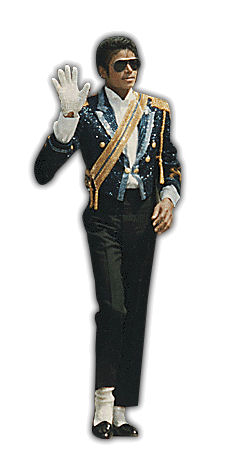
Michael Jackson, o artista mais bem-sucedido de todos os tempos, além de ser dono do álbum mais vendido da história: Thriller.

Esta é uma lista dos álbuns mais vendidos do mundo. Para aparecer na lista, o número de vendas deve ter sido publicado por uma fonte confiável e o álbum deve ter vendido pelo menos 20 milhões de cópias. Esta lista pode conter qualquer tipo de álbum, incluindo álbuns de estúdio, EPs, grandes sucessos, compilações com vários artistas, trilhas sonoras e remixes. Os números apresentados não levam em consideração a revenda de álbuns usados.
Todos os álbuns incluídos nesta lista têm pelo menos 30% de cópias autenticadas pelos seus devidos certificados. A quantidade percentual de vendas certificadas necessárias aumenta quanto mais novo o álbum, portanto, espera-se que os álbuns lançados antes de 1975 só tenham seus valores alegados suportados por pelo menos 30%. No entanto, os álbuns mais recentes, como 21 e Come Away with Me, deverão ter seus números alegados suportados por pelo menos 70% em cópias autenticadas. As cópias autenticadas são provenientes de bancos de dados on-line disponíveis de associações locais da indústria da música. Esta é a razão pela qual álbuns como The Sound of Music, In-A-Gadda-Da-Vida, Parallel Lines, Spirits Having Flown, Private Dancer, Janet, Believe, Bolo Ta Ra Ra.., Human Clay, Laundry Service e Back to Black não foram incluídos. 
Como resultado da metodologia usada pelos organismos de certificação americanos e canadenses (RIAA e Music Canada, respectivamente), cada disco em um conjunto de múltiplos discos (CDs duplos, triplos, etc) é contado como uma unidade para a certificação, levando a muitos álbuns duplos na lista — como The Wall, do Pink Floyd, e The Beatles, dos Beatles — sendo certificado com um número duas vezes maior que o número de cópias vendidas lá. Esses álbuns possuem as certificações para o número de cópias (não discos) enviadas indicadas. Por outro lado, o nível de certificação americano para álbuns duplos que cabem em um CD, como a trilha sonora do Saturday Night Fever, reflete o número real de cópias vendidas. Em 2016, a RIAA incluiu streaming além de vendas de faixas e vendas de álbuns com base no conceito de unidade equivalente a álbum para fins de certificação, e a certificação, portanto, não reflete mais a remessa sozinha. Por exemplo, na atualização da certificação de Their Greatest Hits (1971–1975), dos Eagles, em agosto de 2018, o álbum foi certificado 38 × Platina (aumento da certificação 29 × Platina anterior em 2006) com base nos novos critérios, tornando-o então o álbum com a mais alta certificação nos Estados Unidos.
Thriller, de Michael Jackson, estimado em vender 70 milhões de cópias em todo o mundo, é o álbum mais vendido. Embora as estimativas de vendas de Thriller tenham chegado a 120 milhões de cópias, esses números de vendas não são confiáveis. Atualmente, Jackson também tem o maior número de álbuns da lista, com cinco, Celine Dion, com quatro, enquanto Whitney Houston, The Beatles e Madonna, cada um com três.
Os agrupamentos são baseados em diferentes níveis de vendas, sendo o mais alto para estimativas de pelo menos 40 milhões de cópias e o mais baixo para estimativas de 20 a 29 milhões de cópias. Os álbuns são listados na ordem do número de cópias vendidas e, posteriormente, pelo primeiro nome do artista. A ordem dos mercados na tabela é baseada no número de CDs vendidos em cada mercado, o maior mercado no topo e o menor no final.

## Legenda
| Colors | Colors                      |
| ------ | --------------------------- |
|        | Álbuns de estúdio           |
|        | Greatest hits e compilações |
|        | Trilhas sonoras             |
|        | Álbuns ao vivo              |

## 40 milhões de cópias ou mais
- Todas as vendas são mostradas em milhões

| Artista                           | Álbum                           | Lançamento | Gênero                             | Total de cópias certificadas (dos mercados disponíveis)* | Vendas estipuladas* | Ref(s)        |
| --------------------------------- | ------------------------------- | ---------- | ---------------------------------- | --- | ------------------- | ------------- |
| Michael Jackson                   | Thriller                        | 1982       | Pop, rock, R&B                     | 51.2 - US: 34 million - JPN: 100,000 - UK: 4.5 million - GER: 1.5 million - FRA: 1 million - CAN: 3 million - AUS: 1.19 million - MEX: 2.6 million - NLD: 800,000 - ITA: 50,000 - SWE: 400,000 - ARG: 500,000 - SWI: 300,000* AUT: 400,000 - FIN: 119,061 - NZ: 180,000 - HKG: 15,000                                                  | 70                  | [ 23 ]        |
| AC/DC                             | Back in Black                   | 1980       | Hard rock                          | 29.5 - US: 25 million - UK: 600,000 - GER: 1 million - FRA: 600,000 - CAN: 1 million - AUS: 840,000 - ITA: 50,000 - ARG: 180,000 - SWI: 100,000 - AUT: 50,000 | 50                  | [ 25 ]        |
| Whitney Houston / Vários artistas | The Bodyguard                   | 1992       | R&B, soul, pop, soundtrack         | 32.4 - US: 18 million - JPN: 3 million - UK: 2.25 million - GER: 1.75 million - FRA: 1 million - CAN: 1 million - AUS: 350,000 - BRA: 750,000 - NLD: 100,000 - SWE 100,000 - SPA: 500,000 - ARG: 240,000 - SWI: 250,000 - AUT: 200,000 - NOR: 200,000 - FIN: 92,500                                                                    | 45                  | [ 30 ]        |
| Pink Floyd                        | The Dark Side of the Moon       | 1973       | Rock progressivo                   | 24.2 - US: 15 million - UK: 4.2 million - GER: 1 million - FRA: 400,000 - CAN: 2 million - AUS: 980,000 - ITA: 200,000 - ARG: 120,000 - POL: 70,000 - AUT: 100,000 - NZ: 240,000 | 45                  | [ 33 ]        |
| Eagles                            | Their Greatest Hits (1971–1975) | 1976       | Country rock, soft rock, folk rock | 41.2 - US: 38 million - UK: 600,000 - CAN: 2 million - AUS: 560,000 - IFPI HKG: 15,000 | 44                  | [ 34 ]        |
| Meat Loaf                         | Bat Out of Hell                 | 1977       | Hard rock, glam rock, heavy metal  | 21.5 - US: 14 million - UK: 3 million - GER: 500,000 - CAN: 2 million - AUS: 1.68 million - NZ: 255,000 | 43                  | [ 35 ]        |
| Bee Gees / Vários artistas        | Saturday Night Fever            | 1977       | Disco                              | 21.6 - US: 16 million - UK: 2.1 million - GER: 1.5 million - FRA: 200,000 - CAN: 1 million - AUS: 770,000 - HKG: 15,000 | 40                  | [ 37 ] [ 38 ] |
| Fleetwood Mac                     | Rumours                         | 1977       | Soft rock                          | 27.9 - US: 20 million - UK: 3.3 million - GER: 1.25 million - FRA: 300,000 - CAN: 2 million - AUS: 910,000 - NZ: 150,000 - HKG: 15,000 | 40                  | [ 41 ] [ 42 ] |
| Shania Twain                      | Come On Over                    | 1997       | Country, pop                       | 29.6 - US: 20 million - JPN: 100,000 - UK: 3.3 million - GER: 750,000 - FRA: 300,000 - CAN: 2 million - AUS: 1.05 million - BRA: 100,000 - MEX: 100,000 - NLD: 400,000 - ITA: 50,000 - SWE 180,000 - SPA: 100,000 - BEL: 100,000 - ARG: 120,000 - SWI: 150,000 - AUT: 25,000 - NOR: 300,000 - DEN: 100,000 - FIN: 38,958 - NZ: 315,000 | 40                  | [ 46 ]        |

## 30–39 milhões de cópias
- Todas as vendas são mostradas em milhões

| Artista           | Álbum                                                   | Lançamento | Gênero                            | Total de cópias certificadas (dos mercados disponíveis)* | Vendas estimadas* | Ref(s)          |
| ----------------- | ------------------------------------------------------- | ---------- | --------------------------------- | --- | ----------------- | --------------- |
| Vários artistas   | Grease: The Original Soundtrack from the Motion Picture | 1978       | Rock and roll                     | 14.4 - US: 8 million - UK: 2.4 million - GER: 1.25 million - FRA: 400,000 - CAN: 1 million - AUS: 980,000 - SPA: 300,000 - SWI: 25,000 - NZ: 15,000 - HKG: 15,000 | 38                |                 |
| Led Zeppelin      | Led Zeppelin IV                                         | 1971       | Hard rock, Heavy metal, folk rock | 29.0 - US: 23 million - UK: 1.8 million - GER: 750,000 - FRA: 600,000 - CAN: 2 million - AUS: 630,000 - BRA: 100,000 - NLD: 100,000 - ARG: 60,000 - SWI: 50,000 | 37                | [ 47 ]          |
| Michael Jackson   | Bad                                                     | 1987       | Pop, funk, rock                   | 19.3 - US: 10 million - UK: 3.9 million - GER: 2 million - FRA: 1 million - CAN: 700,000 - AUS: 420,000 - MEX: 350,000 - SWE 200,000 - SPA: 300,000 - AUT: 200,000 - FIN: 51,287 - NZ: 135,000 - IFPI HKG: 15,000 | 35                | [ 49 ] [ 50 ]   |
| Alanis Morissette | Jagged Little Pill                                      | 1995       | Rock alternativo                  | 24.4 - US: 16 million - UK: 3 million - GER: 1 million - FRA: 300,000 - CAN: 2 million - AUS: 980,000 - NLD: 400,000 - SWE 200,000 - BRA: 100,000 - ARG: 60,000 - POL: 50,000 - SWI: 50,000 - NOR: 50,000 - AUT: 100,000 - FIN: 65,860 | 33                | [ 51 ]          |
| Eagles            | Hotel California                                        | 1976       | Soft rock                         | 31.5 - US: 26 million - UK: 1.8 million - GER: 500,000 - FRA: 1 million - CAN: 1 million - AUS: 560,000 - SPA: 400,000 - SWI: 100,000 - AUT: 25,000 - FIN: 30,933 - NZ: 135,000 - HKG: 15,000 | 32                | [ 52 ]          |
| Celine Dion       | Falling into You                                        | 1996       | Pop, soft rock                    | 20.2 - US: 11 million - JPN: 800,000 - UK: 2.1 million - GER: 1.25 million - FRA: 1 million - CAN: 1 million - AUS: 910,000 - BRA: 100,000 - NLD: 600,000 - SWE: 200,000 - SPA: 200,000 - BEL: 200,000 - ARG: 60,000 - POL: 100,000 - SWI: 150,000 - NOR: 150,000 - AUT: 100,000 - FIN: 51,952 - NZ: 180,000 - HUN: 25,000 | 32                | [ 54 ]          |
| The Beatles       | Sgt. Pepper's Lonely Hearts Club Band                   | 1967       | Rock                              | 18.2 - US: 11 million - UK: 5.1 million - GER: 500,000 - CAN: 800,000 - AUS: 280,000 - BRA: 100,000 - ARG: 300,000 - NZ: 90,000 | 32                | [ 55 ]          |
| Vários artistas   | Dirty Dancing                                           | 1987       | Pop, rock, R&B                    | 17.9 - US: 11 million - UK: 1.5 million - GER: 2 million - FRA: 1 million - CAN: 1 million - AUS: 770,000 - BRA: 100,000 - NLD: 100,000 - SWE 100,000 - POL: 50,000 - SWI: 250,000 - HKG: 7,500 | 32                | [ 56 ]          |
| Michael Jackson   | Dangerous                                               | 1991       | Rock, funk, pop                   | 17.3 - US: 8 million - JPN: 400,000 - UK: 1.8 million - GER: 2 million - FRA: 1 million - CAN: 600,000 - AUS: 700,000 - BRA: 100,000 - MEX: 600,000 - NLD: 300,000 - SWE 300,000 - SPA: 600,000 - SWI: 250,000 - AUT: 200,000 - FIN: 61,896 - NZ: 90,000 - CHI: 125,000 - MAL: 175,000 | 32                | [ 59 ]          |
| Adele             | 21                                                      | 2011       | Pop, soul                         | 25.3 - US: 14 million - JPN: 100,000 - UK: 4.8 million - GER: 1.6 million - CAN: 800,000 - AUS: 980,000 - MEX: 300,000 - NLD: 450,000 - ITA: 480,000 - SWE: 120,000 - SPA: 300,000 - ARG: 80,000 - BEL: 180,000 - POL: 200,000 - SWI: 40,000 - NOR: 30,000 - AUT: 20,000 - RUS: 10,000 - DEN: 150,000 - POR: 40,000 - FIN: 83,234 - IRE: 270,000 - GRE: 6,000 - HUN: 12,000 - NZ: 180,000 - CHI: 20,000 - VEN: 10,000 | 31                | [ 74 ]          |
| Celine Dion       | Let's Talk About Love                                   | 1997       | Pop, soft rock                    | 19.3 - US: 10 million - JPN: 1 million - UK: 1.8 million - GER: 1.5 million - FRA: 1 million - CAN: 1 million - AUS: 420,000 - NLD: 500,000 - SWE: 240,000 - SPA: 400,000 - BEL: 200,000 - ARG: 120,000 - POL: 200,000 - SWI: 300,000 - NOR: 200,000 - AUT: 100,000 - FIN: 97,744 - NZ: 135,000 - HKG: 40,000 - URY: 3,000 | 31                | [ 77 ]          |
| The Beatles       | 1                                                       | 2000       | Rock                              | 23.4 - US: 12 million - JPN: 2 million - UK: 3.3 million - GER: 1.65 million - FRA: 600,000 - CAN: 1 million - AUS: 700,000 - BRA: 250,000 - ITA: 50,000 - SWE 160,000 - SPA: 500,000 - ARG: 120,000 - POL: 100,000 - SWI: 150,000 - NOR: 150,000 - AUT: 150,000 - DEN: 200,000 - POR: 120,000 - FIN: 77,466 - NZ: 225,000 | 31                | [ 80 ]          |
| ABBA              | ABBA Gold: Greatest Hits                                | 1992       | Pop, disco                        | 23.0 - US: 6 million - JPN: 600,000 - UK: 5.4 million - GER: 2.5 million - FRA: 1 million - RUS: 10,000 - MEX: 250,000 - CAN: 1 million - BRA: 100,000 - AUS: 1.19 million - IND: 20,000 - ITA: 270,000 - SPA: 500,000 - NLD: 300,000 - SAF: 50,000 - SWE 500,000 - SWI: 500,000 - ARG: 240,000 - BEL: 350,000 - THL: 20,000 - NOR: 150,000 - AUT: 150,000 - DEN: 300,000 - KOR: 100,000 - TWN: 210,000 - POL: 100,000 - IRE: 90,000 - FIN: 145,962 - POR: 100,000 - NZ: 240,000 - HKG: 120,000 - SGP: 165,000 - HUN: 100,000 - CHI: 60,000 - ISR: 40,000 - CZE: 30,000 - MAL: 100,000 - VEN: 5,000 - ICL: 5,000 | 30                | [ 84 ]          |
| Madonna           | The Immaculate Collection                               | 1990       | Pop, dance                        | 19.4 - US: 10 million - JPN: 800,000 - UK: 3.6 million - GER: 750,000 - FRA: 1 million - CAN: 700,000 - AUS: 840,000 - BRA: 500,000 - NLD: 300,000 - SWE 50,000 - SPA: 300,000 - ARG: 180,000 - SWI: 50,000 - AUT: 50,000 - DEN: 50,000 - FIN: 92,500 - NZ: 105,000 | 30                | [ 87 ]          |
| The Beatles       | Abbey Road                                              | 1969       | Rock                              | 14.4 - US: 12 million - GER: 500,000 - FRA: 150,000 - CAN: 1 million - AUS: 210,000 - ARG: 500,000 - NZ: 75,000 | 30                | [ 88 ]          |
| Bruce Springsteen | Born in the U.S.A.                                      | 1984       | Heartland rock                    | 19.6 - US: 15 million - UK: 900,000 - GER: 1 million - FRA: 400,000 - CAN: 1 million - AUS: 910,000 - FIN: 108,913 - NZ: 240,000 | 30                | [ 89 ]          |
| Dire Straits      | Brothers in Arms                                        | 1985       | Roots rock, blues rock, soft rock | 17.7 - US: 9 million - UK: 4.1 million - GER: 500,000 - FRA: 1 million - CAN: 1 million - AUS: 1.19 million - ARG: 30,000 - SWI: 350,000 - FIN: 116,784 - NZ: 360,000 - HKG: 15,000 | 30                | [ 90 ] [ 91 ]   |
| James Horner      | Titanic: Music from the Motion Picture                  | 1997       | Film score                        | 18.1 - US: 11 million - JPN: 1 million - UK: 900,000 - GER: 1.25 million - FRA: 1 million - CAN: 1 million - AUS: 350,000 - NLD: 175,000 - SWE 160,000 - SPA: 400,000 - BEL: 150,000 - POL: 140,000 - ARG: 60,000 - SWI: 200,000 - AUT: 100,000 - NOR: 100,000 - FIN: 73,509 - NZ: 60,000 - HKG: 20,000 | 30                | [ 94 ]          |
| Metallica         | Metallica                                               | 1991       | Heavy metal                       | 25.2 - US: 16,83 million - UK: 900,000 - GER: 1,500,000 - FRA: 487,500 - CAN: 2 million - AUS: 840,000 - MEX: 600,000 - NLD: 200,000 - ITA: 100,000 - SWE 200,000 - ARG: 300,000 - POL: 2 00,000 - SWI: 150,000 - NOR: 100,000 - AUT: 100,000 - FIN: 118,856 - NZ: 150,000 | 31                | [ 95 ]          |
| Nirvana           | Nevermind                                               | 1991       | Grunge, rock alternativo          | 16.7 - US: 10 million - JPN: 600,000 - UK: 1.2 million - GER: 1 million - FRA: 1 million - CAN: 1 million - AUS: 350,000 - BRA: 250,000 - MEX: 200,000 - ITA: 100,000 - SWE 200,000 - ARG: 300,000 - BEL: 150,000 - POL: 100,000 - SWI: 50,000 - AUT: 50,000 - FIN: 46,830 - NZ: 105,000 | 30                | [ 96 ]          |
| Pink Floyd        | The Wall                                                | 1979       | Rock progressivo                  | 18.7 - US: 11.5 million - UK: 600,000 - GER: 2 million - FRA: 1 million - CAN: 2 million - AUS: 770,000 - ITA: 200,000 - ARG: 200,000 - POL: 70,000 - SWI: 100,000 - NZ: 210,000 - HKG: 15,000 | 30                | [ 98 ]          |
| Santana           | Supernatural                                            | 1999       | Latin rock                        | 20.5 - US: 15 million - JPN: 200,000 - UK: 600,000 - GER: 1 million - FRA: 600,000 - CAN: 1 million - AUS: 280,000 - BRA: 250,000 - MEX: 300,000 - NLD: 200,000 - SWE 80,000 - SPA: 300,000 - BEL: 100,000 - ARG: 120,000 - POL: 100,000 - SWI: 200,000 - AUT: 100,000 - FIN: 50,291 - NZ: 60,000 | 30                | [ 99 ]          |
| Guns N' Roses     | Appetite for Destruction                                | 1987       | Hard rock                         | 21.6 - US: 18 million - JPN: 200,000 - UK: 900,000 - GER: 500,000 - FRA: 200,000 - CAN: 1 million - BRA: 250,000 - MEX: 100,000 - ITA: 50,000 - SWE 50,000 - ARG: 180,000 - SWI: 50,000 - AUT: 50,000 - FIN: 25,000 | 30                | [ 100 ] [ 101 ] |

## 20–29 milhões de cópias
- Todas as vendas são mostradas em milhões

| Artista                   | Álbum                                                   | Lançamento | Gênero                                      | Vendas estimadas* | Ref(s)                  |
| ------------------------- | ------------------------------------------------------- | ---------- | ------------------------------------------- | ----------------- | ----------------------- |
| Bon Jovi                  | Slippery When Wet                                       | 1986       | Hard rock, glam metal                       | 28                | [ 102 ]                 |
| Mariah Carey              | Music Box                                               | 1993       | Pop, R&B                                    | 28                | [ 103 ]                 |
| Eminem                    | The Eminem Show                                         | 2002       | Hip hop                                     | 27                | [ 104 ] [ 105 ]         |
| Linkin Park               | Hybrid Theory                                           | 2000       | Nu metal, rap metal, alternative metal      | 27                | [ 106 ]                 |
| Norah Jones               | Come Away with Me                                       | 2002       | Jazz                                        | 27                | [ 107 ]                 |
| Eric Clapton              | Unplugged                                               | 1992       | Acoustic rock, acoustic blues               | 26                | [ 108 ]                 |
| Madonna                   | True Blue                                               | 1986       | Pop                                         | 25                | [ 109 ]                 |
| Bob Marley & The Wailers  | Legend: The Best of Bob Marley & The Wailers            | 1984       | Reggae                                      | 25                | [ 110 ]                 |
| Carole King               | Tapestry                                                | 1971       | Pop                                         | 25                | [ 111 ]                 |
| Phil Collins              | No Jacket Required                                      | 1985       | Pop rock                                    | 25                | [ 112 ]                 |
| Queen                     | Greatest Hits                                           | 1981       | Rock                                        | 25                | [ 113 ]                 |
| Simon & Garfunkel         | Bridge over Troubled Water                              | 1970       | Folk rock                                   | 25                | [ 114 ]                 |
| U2                        | The Joshua Tree                                         | 1987       | Rock                                        | 25                | [ 115 ]                 |
| Prince and The Revolution | Purple Rain                                             | 1984       | Pop rock, new wave, R&B                     | 25                | [ 116 ]                 |
| Britney Spears            | ...Baby One More Time                                   | 1999       | Pop                                         | 25                | [ 117 ]                 |
| Elton John                | Greatest Hits                                           | 1974       | Pop                                         | 24                | [ 118 ]                 |
| Backstreet Boys           | Backstreet's Back / Backstreet Boys                     | 1997       | Pop                                         | 24                | [ 119 ]                 |
| Backstreet Boys           | Millennium                                              | 1999       | Pop                                         | 24                | [ 119 ]                 |
| Spice Girls               | Spice                                                   | 1996       | Pop                                         | 23                | [ 120 ] [ 121 ]         |
| Ace of Base               | Happy Nation/The Sign                                   | 1993       | Pop                                         | 23                | [ 122 ]                 |
| Celine Dion               | All the Way... A Decade of Song                         | 1999       | Pop                                         | 22                | [ 123 ]                 |
| Whitney Houston           | Whitney Houston                                         | 1985       | Pop, R&B                                    | 22                | [ 124 ]                 |
| Oasis                     | (What's the Story) Morning Glory?                       | 1995       | Britpop, rock                               | 22                | [ 125 ]                 |
| Adele                     | 25                                                      | 2015       | Soul, pop, R&B                              | 22                | [ 126 ]                 |
| Eminem                    | The Marshall Mathers LP                                 | 2000       | hip-hop                                     | 21                | [ 127 ]                 |
| Madonna                   | Like a Virgin                                           | 1984       | Pop, dance                                  | 21                | [ 128 ]                 |
| Bon Jovi                  | Cross Road                                              | 1994       | Hard rock, glam metal                       | 21                | [ 129 ]                 |
| Boston                    | Boston                                                  | 1976       | Arena rock, hard rock                       | 20                | [ 130 ]                 |
| Britney Spears            | Oops!...I Did It Again                                  | 2000       | Pop                                         | 20                | [ 131 ]                 |
| Celine Dion               | The Colour of My Love                                   | 1993       | Pop                                         | 20                | [ 132 ]                 |
| Def Leppard               | Hysteria                                                | 1987       | Hard rock, glam metal                       | 20                | [ 133 ]                 |
| Elvis Presley             | Elvis' Christmas Album                                  | 1957       | Música natalina, pop, gospel, rock and roll | 25 20             | [ 134 ] [ 135 ] [ 136 ] |
| George Michael            | Faith                                                   | 1987       | Pop, R&B, funk, soul                        | 20                | [ 137 ]                 |
| Green Day                 | Dookie                                                  | 1994       | Pop punk, punk rock, rock alternativo       | 20                | [ 138 ]                 |
| Lionel Richie             | Can't Slow Down                                         | 1983       | Pop, R&B, soul                              | 20                | [ 139 ]                 |
| Mariah Carey              | Daydream                                                | 1995       | Pop, R&B                                    | 20                | [ 140 ]                 |
| Michael Jackson           | HIStory: Past, Present and Future, Book I               | 1995       | Pop, pop rock, funk, R&B, new jack swing    | 20                | [ 141 ]                 |
| Michael Jackson           | Off the Wall                                            | 1979       | Soul, disco, R&B                            | 20                | [ 142 ]                 |
| Shania Twain              | The Woman in Me                                         | 1995       | Country, pop                                | 20                | [ 143 ]                 |
| Supertramp                | Breakfast in America                                    | 1979       | Rock progressivo, art rock                  | 20                | [ 144 ]                 |
| Tracy Chapman             | Tracy Chapman                                           | 1988       | Folk rock                                   | 20                | [ 145 ]                 |
| Vários artistas           | Flashdance: Original Soundtrack from the Motion Picture | 1983       | Electro, synthpop                           | 20                | [ 146 ]                 |
| Whitney Houston           | Whitney                                                 | 1987       | Pop, R&B                                    | 20                | [ 147 ]                 |